# All Bitches Die
All Bitches Die è il secondo album di Lingua Ignota, prima pubblicato senza etichetta, poi pubblicato dalla Profound Lore Records.

## Tracce
Testi e musiche di Kristin Hayter.
1. Woe to All (On the Day of My Wrath) – 15:01
2. God Gave Me No Name – 4:49
3. All Bitches Die (Bitches All Die Here) – 12:52
4. For I Am the Light (And Mine Is the Only Way Now) – 5:06
5. Holy Is My name – 4:30